# Бачије у пиротском крају
Бачија је била изворна задруга сточара, која се сезонски образује не према државним прописима. већ према усменим правилима ортака – њихових оснивача. За разлику од регистрованих задруга, бачије су сачувале изворне све задружне вредности. 

## Организација бачија
Бачије у пиротском крају имају утврђена правила рада и организовања – незаиисана. Њиховим анализирањем уочено је седам начела на основу којих се оне организују и данас у неким селима овог краја.
Сточари који су међу собом ортаци слободном вољом оснивају бачију. Бачију организују претежно исти пољопривредници. Међутим они имају слободу избора. Поједини сточари могу променити бачију. уколико су прихваћени од ортака друге бачије. Промена бачије је могућа само пре почетка њеног сезонског рада. 
Једини орган управљања бачијом је скупштина ортака. То је у ствари у неким селима ђурђевданско договарање. На Џурџовдан (Џурџовдвн, Ђурђевдан) сакупе се сви ортаци, по старом српском обичају, увек на истом, карактеристичном месту. под отвореним небом (чесма, раскрсница, дрво). Ђурђевданско договарање је јавно. Бачија, осим овог колективног органа, нема други, представнички (управни и надзорни одбор) нити инокосни орган управљања (директора). Ђурђевданским договарањем утврђују се правила рада бачије у конкретној години. Она се углавном незнатно мењају.
Бачије се оснивају за њихов рад на одређено време. Рад бачија у неким селима траје од Џурџовдана до Г митровдана (Митровдана). Што значи, од шестог маја до осмог новембра. У том периоду рада бачије не мењају се правила њеног рада, број и састав ортака. 
Ортаци или чланови њихових домаћинстава учествују у раду бачије коју су основали. Учешће ортака у раду бачије је приближно сразмерно броју оваца које су они појединачно у њу „укарали" (увели). Рад бачије обухвата, пре свега, послове напасања, чувања, појења, муже и мерења количине производног млека у заједничком стаду. Расподела млека на поједине ортаке је сразмерна учешћу производње млека њихових оваца у укупној производњи, што се утврђује контролом – премузом. три пута у једној сезони.
Ортаци прихватају штетне последице догађаја са негативним дејством. Такав догађај је на пример напад вука на стадо. Сточар који је чувао стадо тога дана дужан је да власнику овце нађе и покаже диру (остатак овце). чиме се ослобађа личне одговорности, односно обавезе да надокнади штету.
Ортаци обезбеђују материјалне услове за рад бачије и присвајају њене споредне производе. За време муже оваца за млеко конкретног ортака овај у том периоду обезбеђује услове за мужу и ноћење стада на свом поседу. изградњом трљака или уступањем на коришћење постојећих ограда и зграда.
Исти ортак за поменути период обезбеђује такође и со за овце. Изузетно ортаци са веома малим бројем оваца су ослобођени ове обавезе.
Основни производ заједничког стада је овчије млеко, док је овчије ђубре споредан производ. "Бубре од стада за време задржавања стада у трљаку или y другом објекту за чување стада припада ортаку који је власник тих објеката, уступљених бачији на привремено коришћење. Ово су општа, неписана правила рада бачија у пиротском крају. Она сточарима нису наметнута од стране непољопривредника. Њих је изненадила свест o могућностима лакшег остваривања појединачних интереса, кроз заједничку акцију и самоорганизовање. Начела рада бачија се у потпуности примењују, за разлику од праксе регистрованих задруга у односу на задружна начела Међународног задружног савеза. На основу њих се сваке године утврђују појединости за рад сваке конкретне бачије.